# Xaver Scharwenka
Franz Xaver Scharwenka (Samter, prop de Posen, actual, Polònia, 6 de gener de 1850 - Berlín, Alemanya, 6 de gener de 1924) fou un compositor alemany.
Era germà del també compositor Ludwig Philipp Scharwenka (1847-1917), feu els estudis a l'Acadèmia Kullak de Berlín, de la que en fou nomenat professor el 1858, i l'any següent es donà conèixer com a pianista, assolint tant d'èxit, que algun temps després deixà el càrrec de professor per dedicar-se exclusivament a la carrera de concertista.
Entre 1878 i 1881 organitzà a Berlín junt amb Gustav Hollaender i H. Gurenfeld una sèrie de concerts que es van veure molt concorreguts.
El 1881 fundà un conservatori a Berlín, que dirigí fins al 1891 i on tingué alumnes com Fridtjof Backer-Grøndahl, Kurt Schubert, José Viana da Motta i Harald Fryklöf entre ells, fins que fou cridat a Nova York per a dirigir un altre establiment similar, que encara porta el seu nom. El 1898 retornà a Berlín i es feu càrrec de la direcció del seu conservatori, sense deixar en absolut el de Nova York.
Com a compositor se li deuen:
- Diversos concerts per a piano:
  - Concert per a piano núm. 1 en si bemoll menor, op. 32 (1876)
  - Concert per a piano núm. 2 en do menor, op. 56 (1881)
  - Concert per a piano núm. 3 en do sostingut menor, op. 80 (1889)
  - Concert per a piano núm. 4 en fa menor, op. 82 (1908)
- 2 trios, per a piano i instruments de corda
- 1 quartet, per a piano i instruments de corda
- 2 sonates, per a violoncel
- 2 sonates, per a piano
- Mataswintha, òpera (Weimar, 1896)

A més d'escriure molta música per a piano, és autor d'una Metohdik des Klavierspiels (1909) amb la col·laboració de August Spanuth.